# Cicindela caternaulti
Cicindela caternaulti is een keversoort uit de familie van de loopkevers (Carabidae). De wetenschappelijke naam van de soort is voor het eerst geldig gepubliceerd in 1849 door Guerin-Meneville.